# Aufstieg und Fall der großen Mächte
Aufstieg und Fall der großen Mächte ist ein Sachbuch, das der britische Historiker Paul Kennedy im Jahr 1987 unter dem englischen Originaltitel The Rise and Fall of the Great Powers veröffentlichte.

## Wirkung
Aufstieg und Fall der großen Mächte ist das erfolgreichste von Kennedys 14 Büchern, das monatelang an der Spitze der Bestsellerlisten in den USA, Großbritannien und Japan stand. Es wurde in mehr als 20 Sprachen übersetzt und löste im Erscheinungsjahr lebhafte Diskussionen unter Fachleuten aus.

## Inhalt
Der deutsche Untertitel Ökonomischer Wandel und militärische Konflikte von 1500 bis 2000 umreißt die Schwerpunkte von Kennedys Untersuchung.
Er beginnt mit dem Haus Habsburg, das im 16. Jahrhundert die Hegemonie in Europa anstrebte und im 17. Jahrhundert von den französischen Königen darin abgelöst wurde.
Im 18. Jahrhundert begann der Aufstieg Großbritanniens zur führenden Kolonialmacht und im 20. Jahrhundert stand das Deutsche Reich für eine kurze Zeit an der Spitze der Hegemonialmächte, bevor sich nach dem Zweiten Weltkrieg das bipolare System zwischen USA und Sowjetunion herausbildete.
Bei allen diesen Mächten sieht Kennedy den immer gleich bleibenden Rhythmus:
1. Aufstieg
2. Überdehnung
3. Erschöpfung
4. Abstieg

Das Buch liefert viele Indizien für die umstrittene These, dass die Macht und der Einfluss von Staaten im Wesentlichen durch ihre Ökonomie (und den Erfolg derselben) bestimmt würden.

## Ausgaben
- The rise and fall of the great powers. Economic change and military conflict from 1500–2000. Random House, New York 1987, ISBN 0-394-54674-1.
  - Aufstieg und Fall der großen Mächte. Ökonomischer Wandel und militärischer Konflikt von 1500 bis 2000. Übersetzt von Catharina Jurisch. Historische Beratung Karin Schambach.  S. Fischer, Frankfurt am Main 1987, ISBN 3-10-039307-4
  - Aufstieg und Fall der großen Mächte. Ökonomischer Wandel und militärischer Konflikt von 1500 bis 200 0. Übersetzt von Catharina Jurisch. Unveränderte Taschenbuchausgabe, Fischer-Taschenbuch-Verlag, Frankfurt am Main 2000, ISBN 978-3-596-14968-1.